# حزب عدالت و ترقی مراکش
حزب عدالت و ترقی مراکش (عربی: حزب العدالة والتنمية، آوانگاری: ḥizb al-ʿadāla wa-t-tanmiya) یا حزب عدالت و توسعه حزبی مبتنی بر اسلام سیاسی در مراکش است.این حزب توسط عبدالکریم الخطیب ، یکی از بنیانگذاران حزب جنبش مردمی تأسیس شداین حزب در انتخابات پارلمانی در سال ۱۹۹۷ هشت کرسی به دست آورد.  در انتخابات پارلمانی که در ۲۷ سپتامبر۲۰۰۲ برگزار شد ، این حزب ۴۲ کرسی از ۳۲۵ کرسی را به دست آورد این حزب در انتخابات ۲۰۲۱ شکست سختی متحمل شد.